# 汤姆·波蒂
汤姆·波蒂（英語：Tom Poti，1977年3月22日—），美国男子冰球运动员，场上位置是后卫。他曾代表美国国家队参加2002年冬季奥林匹克运动会冰球比赛，获得一枚银牌。